# الزراقنة
الزراقنة هي إحدى قرى ولاية نهر النيل وتتبع لمدينة شندي.

## موقعها الجغرافي
يحدها من الشمال قرية الكندرية ومن الجنوب قريتي أبو طليح والديوماب ومن الشرق قرية ست ابوها ومن غربها يقع نهر النيل وبه جزيرة ارن حيث يقوم بعض السكان بالزراعة فيها. وعلى بعد حوالي 80 كيلو مترٍ من العاصمة الخرطوم و 70 كيلومترٍ من شندي شمالاً و 11 كيلومتر من الشلال السادس السبلوقة، وتقع القرية في وسط منطقة حجر العسل.
وسميت الزراقنة نسبة لأن ساكنها الول يسمى تاج الله ود زرقان بالقرب من المدرسة وفي مؤخرة الحله الحسين فجمعو بين الاسمين لتصبح  زراقنة الحسين ثم مع الزمن اختصرت الي الزراقنه

## معالمها
يوجد بالقرية مسجد ومستشفى ومدرستان للبنين والبنات ونادي رياضي.
حصل فريق الكرة بقرية الزراقنة على كأس الهوبجي.

## سكانها
ثلة من سكان القرية يحترفون الزراعة والتي هي مصدر قوتهم الاساسي. ويسكن الزراقنة عدد من القبائل منهم الجعليين، الرازقية، الجامراب، الفادنية وغيرهم.
اقرأ هذه المقالة باللغة الإنجليزية Al-Zaraqna .